# Novopixmínskoie
Novopixmínskoie (en rus: Новопышминское) és un poble de l'óblast de Sverdlovsk, a Rússia, segons el cens del 2010 tenia 2.255 habitants.